# Amphoe Srinagarindra
Amphoe Srinagarindra (thailändisch อำเภอ ศรีนครินทร์) ist ein  Landkreis (Amphoe – Verwaltungs-Distrikt) in der Provinz Phatthalung. Die Provinz Phatthalung liegt in der Südregion von Thailand, etwa 840 Kilometer südlich von Bangkok auf der Malaiischen Halbinsel.

## Geographie
Benachbarte Distrikte und Gebiete (von Norden im Uhrzeigersinn): die Amphoe  Si Banphot, Khuan Khanun, Mueang Phatthalung und Kong Ra in der Provinz  Phattalung sowie die Amphoe Yan Ta Khao und Na Yong in der Provinz Trang.

## Geschichte
Srinagarindra wurde am 26. Juni 1996 zunächst als Unterbezirk (King Amphoe) eingerichtet, indem das Gebiet des heutigen Landkreises  vom Amphoe Mueang Phatthalung abgetrennt wurde. Der neue Distrikt wurde offiziell am 15. Juli eröffnet.
Er hieß zunächst Chumphon nach dem zentralen Tambon, am 30. Dezember 1996 wurde er jedoch in Srinagarindra umbenannt. (Der Name soll an Sri Nagarindra (ศรีนครินทรา), die Mutter des gegenwärtigen Königs Bhumibol Adulyadej (Rama IX.) erinnern, die am 18. Juli 1995 im Alter von 94 Jahren verstorben ist.)
Am 15. Mai 2007 hatte die thailändische Regierung beschlossen, alle 81 King Amphoe in den einfachen Amphoe-Status zu erheben, um die Verwaltung zu vereinheitlichen. 
Mit der Veröffentlichung in der Royal Gazette „Issue 124 chapter 46“ vom 24. August 2007 trat dieser Beschluss offiziell in Kraft.

## Verwaltung

### Provinzverwaltung
Amphoe Srinagarindra ist in vier Unterbezirke (Tambon) eingeteilt, welche weiter in 42 Dorfgemeinschaften (Muban) unterteilt sind.
| Nr. | Name      | Thai   | Dörfer | Einw. |
| --- | --------- | ------ | ------ | ----- |
| 1.  | Chumphon  | ชุมพล   | 14     | 8.416 |
| 2.  | Ban Na    | บ้านนา  | 11     | 7.563 |
| 3.  | Ang Thong | อ่างทอง | 08     | 4.334 |
| 4.  | Lam Sin   | ลำสินธุ์  | 09     | 5.917 |

### Lokalverwaltung
Es gibt insgesamt vier Kleinstädte (Thesaban Tambon) im Landkreis:
- Chumphon (เทศบาลตำบลชุมพล) besteht aus dem gesamten Tambon Chumphon.
- Ban Na (เทศบาลตำบลบ้านนา) besteht aus dem gesamten Tambon Ban Na.
- Lam Sin (เทศบาลตำบลลำสินธุ์) besteht aus dem gesamten Tambon Lam Sin.
- Ang Thong (เทศบาลตำบลอ่างทอง) besteht aus dem gesamten Tambon Ang Thong.